# Bill Starr
Billie Joe Starr (geboren am 28. Dezember 1933 in Maricopa, Arizona) ist ein amerikanischer Autor.
Er ist Verfasser von zwei Science-Fiction-Romanen über die Abenteuer des Halbindianers Dawnboy MacCochise und seines Vaters Ranger Farstar, seines Zeichens Raumschiffkapitän und Händler. Im ersten Band The Way to Dawnworld findet sich der junge Wilde Dawnboy in die Welt der Händler zwischen den Sternen, im zweiten Band The Treasure of Wonderwhat, geht es um eine Schatzsuche. Gail C. Futoran fand die Bücher vergnüglich, vor allem für junge Leser.

## Bibliografie
Farstar & Son (Romanserie)
- The Way to Dawnworld (1975)
- The Treasure of Wonderwhat (1976)

Kurzgeschichte
- The People Who Could Not Kill (1977)